# سامسونج جالكسي إيه 32
سامسونج جالكسي أيه 32 (بالإنجليزية: Samsung Galaxy A32)‏ هو هاتف ذكي من شركة سامسونج، تم الإعلان عن الهاتف في فبراير 2021 وأبرز ما يميز Samsung Galaxy A32 هي المواد المستخدمة في تصنيع الهاتف؛ حيث يأتي بإطار من الألومنيوم وظهر زجاجي لامع وهو أمر غير شائع في مثل هذه الفئة من الهواتف الذكية.

## مواصفات الهاتف
- جاء ظهر الهاتف من الزجاج، والإطار من الألومنيوم وهذا مالم نسمع به من قبل. فقلما رأينا هواتف في هذه الفئة السعرية بمثل هذه الخامات، وبما انها سامسونج هي التي فعلتها فنأمل ان يتجه سوق الهواتف المتوسطة إلى هذا الإتجاه الجديد خلف سامسونج. الأبعاد: 158.9*73.6*8.4 مللي متر، والوزن: 184 جرام.[1]
- الشاشة من نوع Super AMOLED بحجم 6.4 بوصة، بدقة 2400*1080، وبكثافة 411 بيكسل لكل بوصة، وتستحوذ الشاشة 84.5% من الواجهة الأمامية للهاتف. وبطبقة حماية جوريلا جلاس الجيل الخامس. ما يميز هذه الشاشة هو معدل التحديث 90 هرتز، وتستطيع هذه الشاشة الوصول لإضاءة 800 شمعة تحت ضوء الشمس.
- معالج من نوع MediaTek G80 ثٌماني النواة: ثُنائي النواة بسرعة 2.0 جيجا هرتز (Cortex-A75) + رُباعي النواة بسرعة 1.8 جيجا هرتز (Cortex-A55). وبدقة تصنيع 12 نانومتر.
- معالج رسوميات من نوع Mali-G52 MC2.
- الذاكرة الداخلية 128 جيجابايت، والذاكرة العشوائية (الرام) بسعة 6 جيجا بايت.
- يأتي الهاتف بنظام كاميرا خلفي رُباعي: - 64 ميجا بيكسل (رئيسية) بفتحة عدسة f/1.8. - 8 ميجا بيكسل (زاوية واسعة) بفتحة عدسة f/2.2. - 5 ميجا بيكسل (مــاكرو) بفتحة عدسة f/2.4. - 5 ميجا بيكسل (depth) بفتحة عدسة f/2.5، وتعمل على أخذ تفاصيل العمق في الصورة لتحسين تجربة تصوير البورترية. يدعم الهاتف تسجيل الفيديو بدقة 4K بمعدل 30fps أو FHD بمعدل 30/120fps. ويوجد فلاش LED.
- الكاميرا الأمامية: - 20 ميجا بيكسل بفتحة عدسة f/2.2. قادرة على تصوير الفيديو بدقة FHD بمعدل 30fps.
- البطارية: - تأتي بسعة 5000 مللي أمبير. وتدعم الشحن السريع بقوة 15 واط.
- نظام تشغيل اندرويد 11 مع واجهة سامسونج المفضلة لدي معظم المستخدمين One UI 3.0.
- يأتي الهاتف بمستشعر بصمة تحت الشاشة، ويدعم Face Unlock لفتح الهاتف عن طريق الوجه.
- يوجد منفذ الصوت 3.5 مل.
- غير داعم لتقنية الـ NFC.
- يدعم الراديو FM.
- يدعم تركيب شريحتي اتصال من نوع نانو، أو شريحة واحدة بالإضافة إلى كارت ذاكرة خارجية حتى 1 تيرا بايت.
- داعم لخاصية OTG لتركيب الإكسسوارات الخارجية.
- يحتوي الهاتف مستشعرات: البصمة (تحت الشاشة)، التسارع، الدوران، القرب، البوصلة.
- يتوفر الهاتف بالألوان: الأسود، الأبيض، الأزرق، البنفسجي.